# Köttkulla
Köttkulla är en småort i Grönahögs socken i Ulricehamns kommun belägen omkring femton kilometer sydost om Ulricehamn. 
Grönahögs kyrka ligger i närheten.

## Kända personer från orten
- Ove Gotting